# Арагорн I
Арагорн I је измишљени лик из романа Силмарилион и Господар прстенова чувеног енглеског писца Роналда Руела Толкина. 
Арагорн I био је познат као поглавар народа Дунедаина. Године 1974. Трећег Доба Северно Краљевство Дунедаина унуштава вештац-краљ и од тада шеснаесторица наследника овог краљевства постају познати као Поглавари Дунедаина.
Арагорн I био је пети поглавар народа Дунедаина и након осам година владавине, 2327. године убијају га вукови у Еријадору.